# Rebel (muziekensemble)
Rebel is een Nederlands ensemble voor oude muziek, gespecialiseerd in barokmuziek. De naam is een eerbetoon aan de Franse componist Jean-Féry Rebel.
Het ensemble werd opgericht in 1991 en won meteen de eerste plaats op het vijfde internationale concours van Ensembles of Early Music vernoemd naar van Wassenard in Utrecht. Sindsdien is het ensemble actief op tournee geweest en heeft deelgenomen aan internationale festivals van oude muziek, zoals de vroege muziekdag in Berlijn (Duits: Tage Alter Musik Berlin), Händelfestival in Halle (Duitse Händel Festspiele), festivals in Wenen, Versailles, Stuttgart en anderen.
Het ensemble heeft een aantal albums opgenomen in toonaangevende opnamestudio's uit verschillende landen, met de muziek van Joseph Haydn, Giuseppe Sammartini, Georg Philipp Telemann, Luigi Cherubini en andere componisten uit de 18e eeuw.
In de jaren 2000 verhuisde het ensemble grotendeels naar New York. Bijzondere aandacht werd in 2001 getrokken door de gezamenlijke uitvoering van het Requiem van Mozart door het ensemble en koor ter herinnering aan de slachtoffers van de terroristische aanslag van 9/11 en Händels oratorium Messiah, die volledig op het internet werd uitgezonden.

## Huidige samenstelling
- Jörg-Michael Schwarz — viool
- Karen Marie Marmer — viool
- Matthias Maute — blokfluit, traverso
- John Moran — cello
- Dongsok Shin — klavecimbel